# Homossexualidade clerical na Igreja Católica Romana
O direito canônico da Igreja Católica exige que os sacerdotes "observem a moderação e o perpétuo por amor pelo Reino dos céus". Por essa razão, os padres nas dioceses católicas romanas fazem votos de celibato em sua ordenação, concordando assim em permanecer solteiros e abstinentes por toda a vida. O documento de 1961 intitulado Seleção cuidadosa e treinamento de candidatos para os estados de perfeição e ordens sagradas afirmava que homens gays não deveriam ser ordenados. No entanto, isso foi deixado para os bispos cumprirem e a maioria não o fez, mantendo os homossexuais nos mesmos padrões de castidade celibatária que os seminaristas heterossexuais. Em 2005, a Igreja esclareceu que homens com "tendências homossexuais profundamente enraizadas" não poderiam ser ordenados. A Santa Sé deu seguimento a medida em 2008 com uma diretriz para implementar exames psicológicos para candidatos ao sacerdócio. As condições listadas para exclusão do sacerdócio incluem "identidade sexual incerta" e "tendências homossexuais arraigadas".

## Diretivas da Igreja

### Seleção cuidadosa e treinamento de candidatos(1961)
O documento de 1961 intitulado Seleção cuidadosa e treinamento de candidatos para os estados de perfeição e ordens sagradas afirmava que homens homossexuais não deveriam ser ordenados. No entanto, isso foi deixado para que os bispos aplicassem tais normativas, o que não foi feito, mantendo os homossexuais nos mesmos padrões de castidade celibatária que os seminaristas heterossexuais.

### Instrução sobre os critérios para o discernimento de vocações(2005)
Em novembro de 2005, o Vaticano concluiu uma Instrução sobre os Critérios para o Discernimento das Vocações em relação às Pessoas com Tendências Homossexuais, com vista à sua admissão ao Seminário e às Ordens Sacras. A publicação foi feita por meio da Congregação para a Educação Católica. De acordo com a nova política, homens com tendências homossexuais "transitórias" poderiam ser ordenados diáconos após três anos de oração e castidade. No entanto, homens com "tendências homossexuais profundamente enraizadas" ou que sejam sexualmente ativos não podem ser ordenados. Nenhum novo ensinamento moral foi contido na instrução: a instrução proposta pelo documento era antes no sentido de aumentar a vigilância ao barrar os homens gays de seminários e do sacerdócio. Como indica o título do documento, tratava-se exclusivamente de candidatos com tendências homossexuais, e não de outros candidatos.
O Catecismo distingue entre atos homossexuais e tendências homossexuais. Quanto aos atos, ensina que a Sagrada Escritura os apresenta como pecados graves. A tradição os considerou constantemente como intrinsecamente imorais e contrários à lei natural. Consequentemente, em nenhuma circunstância podem ser aprovados... À luz de tal ensinamento, este Dicastério, de acordo com a Congregação para o Culto Divino e a Disciplina dos Sacramentos, considera necessário deixar claro que a Igreja, embora respeite profundamente as pessoas em questão, não pode admitir no seminário ou ordens sagradas aqueles que praticam a homossexualidade, apresentam tendências homossexuais arraigadas ou apóiam a chamada "cultura gay".
Embora a preparação para este documento tenha começado 10 anos antes de sua publicação, esta instrução foi vista como uma resposta oficial da Igreja Católica a vários escândalos sexuais envolvendo padres no final do século XX e início do século XXI, incluindo o católico romano americano casos de abuso sexual e um escândalo sexual em 2004 em um seminário em St. Pölten (Áustria). Dois meses antes de sua morte em 2005, o Papa João Paulo II, preocupado com os escândalos sexuais nos Estados Unidos, Áustria e Irlanda, escreveu à Congregação para a Educação Católica: "Desde o momento em que os jovens entram no seminário, a capacidade de viver uma vida de celibato deve ser monitorada de forma que antes de sua ordenação a pessoa esteja moralmente certa de sua maturidade sexual e emocional. "  O documento atraiu críticas com base na interpretação de que o documento implica que a homossexualidade está associada à pedofilia ou ao abuso sexual em geral. Tem havido algumas questões sobre como as distinções entre homossexualidade arraigada e transitória, conforme proposto pelo documento, seriam aplicadas na prática: a distinção real que é feita pode ser entre aqueles que abusam e aqueles que não o fazem.

### Implementação
O colégio episcopal belga elaborou que as restrições sexuais para candidatos ao seminário e ao sacerdócio se aplicam igualmente a homens de todas as orientações sexuais. O Vaticano deu seguimento em 2008 com uma diretriz para implementar exames psicológicos para candidatos ao sacerdócio. As condições listadas para exclusão do sacerdócio incluem "identidade sexual incerta" e "tendências homossexuais arraigadas".
O arcebispo Timothy Dolan, de Nova York, foi citado como tendo afirmado que diretriz do Vaticano não era simplesmente adotar uma política de banir os gays da vida clerical.

### Oposição aos clérigos gays
Nos últimos anos, católicos da direita religiosa tentaram relacionar a incidência da homossexualidade no sacerdócio ao escândalo de abuso sexual enfrentado pela Igreja, argumentando que a raiz "não era abuso de poder, ou pedofilia, ou clericalismo, ou os efeitos psicológicos distorcivos do celibato e da homofobia institucional, mas da própria homossexualidade." 
O cardeal Raymond Burke pediu que a Igreja seja "purificada" de sua "cultura homossexual". O bispo Robert Morlino, de Wisconsin, sugeriu que uma "subcultura homossexual" estava causando devastação e que a Igreja, portanto, precisava mostrar "mais ódio ao comportamento sexual homossexual". Michael Hichborn, do Instituto Lepanto, sugeriu remover todo o clero gay da igreja, embora isso pudesse causar uma escassez de padres.

## Números estimados

### Incidência histórica da homossexualidade clerical
Na biografia de São Columba, de Adomnan de Iona, há uma história anedótica sobre dois padres com uma forte ligação um com o outro "de maneira carnal". Um foi Findchan, descrito como o fundador do mosteiro de "Scotic Artchain" em Tiree, Escócia. O outro padre era Aed Dub.
Pedro Damião, no século XI, escreveu um livro chamado "Livro de Gomorra" sobre a homossexualidade entre o clero em seu próprio período. Ele condenou duramente a prática homossexual entre o clero.
Em 1102, Santo Anselmo da Cantuária  exigiu que a punição para a homossexualidade fosse moderada porque "este pecado foi tão público que quase ninguém coroou por isso e muitos, portanto, mergulharam nele sem perceber sua gravidade". Argumenta-se que provavelmente apenas nos séculos XII e XIII que uma condenação em massa da homossexualidade começou na Europa. Essa condenação moderou-se consideravelmente na década final do século XX com a distinção agora feita pelas autoridades da Igreja Católica entre orientação homossexual e atividade homossexual - proibindo a última enquanto considerava a primeira como intrinsecamente desordenada, mas não pecaminosa em si mesma.

### Dentro do Vaticano
O Papa Francisco enfrentou diretamente questões de jornalistas sobre se um "lobby gay" opera efetivamente dentro do próprio Vaticano, e jornalistas investigativos descobriram vários clérigos de alto escalão do Vaticano se envolvendo em atividades ou relacionamentos sexuais homossexuais.
Em outubro de 2015, um dia antes da segunda rodada do Sínodo sobre a Família, um padre polonês sênior que trabalhava no Vaticano, Krzysztof Charamsa, declarou publicamente no jornal italiano Corriere della Sera que era gay e tinha um parceiro de longa data. Ao fazê-lo, ele pretendia chamar a atenção para a atitude atual da Igreja em relação aos gays católicos, que ele considerava regressiva e prejudicial. Em sua carta de demissão, ele agradeceu ao Papa Francisco por algumas de suas palavras e gestos para com a comunidade gay. No entanto, em contraste, criticou fortemente a instituição da Igreja Católica por ser "frequentemente violentamente homofóbica" e "insensível, injusta e brutal" para com as pessoas que são gays; observando a ironia de que ele sentia que havia um número significativo de homens gays ativos em todos os níveis dentro da Igreja (incluindo entre os cardeais). Ele pediu que todas as declarações da Santa Sé que são ofensivas e violentas contra os gays sejam retiradas, citando a assinatura do Papa Bento XVI em um documento de 2005 que proíbe homens com tendências homossexuais profundamente enraizadas de se tornarem padres como particularmente "diabólicos".

### Estados Unidos
Os estudos acham difícil quantificar porcentagens específicas de padres católicos romanos que têm uma orientação homossexual (seja abertamente gay ou enrustida) nos Estados Unidos. No entanto, vários estudos sugerem que a incidência de homossexualidade no sacerdócio católico romano é muito maior do que na população em geral. Enquanto uma pesquisa do Los Angeles Times com padres norte-americanos descobriu que 15% dizem que são completamente ou principalmente homossexuais, as estimativas de padres homossexuais chegam a 50%.
Estudos realizados por Wolf e Sipe no início da década de 1990 sugerem que a porcentagem de padres da Igreja Católica que admitiam ser gays ou mantinham relações homossexuais estava bem acima da média nacional do país. Elizabeth Stuart, ex-convocadora da Convenção Católica do movimento lésbico e gay cristão afirmou: "Estima-se que pelo menos 33 por cento de todos os padres na Igreja Católica Romana nos Estados Unidos são homossexuais." 
O Relatório John Jay, publicado em 2004, sugeriu que "homens homossexuais entraram nos seminários em números perceptíveis desde o final dos anos 1970 até os anos 1980".
Outro relatório indicou que a partir de 1985, e, os sacerdotes Católicos nos Estados Unidos  estavam morrendo de AIDS e doenças relacionadas a uma taxa quatro vezes maior do que o da população em geral, com a maioria dos casos contraídos através de sexo gay e a causa muitas vezes era escondida em seus atestados de óbito. Um estudo descobriu que os casos de AIDS  relacionados com a taxa de mortalidade entre os sacerdotes "era mais do que seis vezes", a taxa entre a população em geral, em 14 estados americanos estudados. O bispo Thomas Gumbleton da Arquidiocese de Detroit, sugeriu que este era, pois, "padres gays e heterossexuais sacerdotes não sabem como lidar com sua sexualidade, com seus  impulsos sexuais. E assim eles poderiam lidar com ele de uma forma que não é saudável." Além disso, o relatório sugeriu que alguns sacerdotes e comportamentais especialistas acreditavam que a Igreja tinha "medo sacerdotes em silêncio por tratar de actos homossexuais como uma abominação e a quebra do celibato votos comoalgo vergonhoso". Gumbleton passou a argumentar que a Igreja deve abertamente ordenar homens gays.
Uma pesquisa nacional do Los Angeles Times de 2002 com 1.854 padres (respondentes) relatou que 9% dos padres se identificaram como gays e 6% como "algo intermediário, mas mais do lado homossexual". Questionados se uma "subcultura homossexual" (definida como um "grupo definido de pessoas que tem suas próprias amizades, encontros sociais e vocabulário") existia em sua diocese ou ordem religiosa, 17% dos padres disseram "definitivamente" e 27% disseram "provavelmente"; 53% dos padres que foram ordenados nos últimos 20 anos (1982–2002) afirmaram que tal subcultura existia no seminário quando eles frequentaram. Pouco depois da publicação da pesquisa, o Vaticano ordenou uma "normativa" para examinar os seminários americanos. A visitação teve início em 2005, e o relatório final foi emitido em 2008. O relatório falava sobre "dificuldades na área da moralidade. Normalmente, mas não exclusivamente, isso significava uma incidência considerável de comportamento homossexual." Posteriormente, foram tomadas medidas para lidar com o problema, incluindo a correção de uma "negligência de disciplina".

### Itália
Em março de 2018, o cardeal Crescenzio Sepe, arcebispo de Nápoles, enviou ao Vaticano um dossiê de 1.200 páginas que procurava identificar 40 padres e seminaristas católicos ativamente homossexuais em todo o país, depois que a lista foi compilada por um acompanhante masculino chamado Francesco Mangiacapra.

## Homossexualidade e o Episcopado
Embora os estilos de vida homossexuais tenham sido condenados pela igreja, vários membros seniores do clero foram acusados de se envolverem em atividades homossexuais. O arcebispo Rembert Weakland, que se aposentou em 2002, teria tido um relacionamento com um ex-aluno de pós-graduação; Juan Carlos Maccarone, bispo de Santiago del Estero na Argentina, se aposentou depois que um vídeo apareceu mostrando que ele estava envolvido em atos homossexuais; e Francisco Domingo Barbosa da Silveira, bispo de Minas no Uruguai, renunciou em 2009 após ser alegado que ele havia quebrado seu voto de celibato.

## Ordens religiosas
O Capítulo Geral da Ordem Dominicana celebrado em Caleruega em 1995 “afirmou que as mesmas exigências de castidade se aplicam a todos os irmãos de qualquer orientação sexual e, portanto, ninguém pode ser excluído por esse motivo”.
Em fevereiro de 2006, o presidente da Conferência dos Religiosos da Espanha, Alejandro Fernández Barrajón, declarou que “a maturidade [sexual e afetiva] é o que se deve insistir na seleção de candidatos ao sacerdócio ou à vida religiosa. Condicionar as pessoas em sua orientação sexual não é evangélico. Jesus não faria isso. " 
Como afirmado nas Atas do Capítulo Geral dos Difinidores da Ordem dos Frades Pregadores reunidos, o texto dizia "... como uma exigência radical, o voto de castidade é igualmente obrigatório para homossexuais e heterossexuais. Portanto, nenhuma orientação sexual é a priori incompatível com o apelo à castidade e à vida fraterna ”. Esta série de reuniões foi conduzida de 17 de julho a 8 de agosto de 1995 em Caleruega, Espanha. Radcliffe indicou que realmente não importa a orientação sexual de uma pessoa, mas alertou contra a divisão potencial que poderia surgir se subgrupos baseados na orientação sexual ameaçassem a unidade e tornassem mais difícil a prática da castidade.

## Sacerdotes homoafetivos
- Robert Carter foi um dos primeiros padres a assumir publicamente sua orientação sexual. Ele co-fundou o grupo National Gay and Lesbian Task Force.[36]
- Krzysztof Charamsa anunciou que era gay e que vivia com seu parceiro na véspera do Sínodo sobre a Família, em outubro de 2015. Em resposta, ele foi imediatamente removido de seu cargo pela Congregação para a Doutrina da Fé.[37]
- Daniel A. Helminiak é uma sacerdote católico americano, teólogo e autor. Ele é professor no Departamento de Humanista e a Psicologia Transpessoal na Universidade do Oeste da Georgia, perto de Atlanta. Ele é mais conhecido por seu best-seller internacional, o Que a Bíblia Realmente Diz sobre a Homossexualidade.[38]
- Mychal Judge, foi um frade franciscano e sacerdote católico americano, que serviu como capelão para o Departamento de Bombeiros de Nova Iorque. Foi morto enquanto trabalhava nos Ataques de 11 de setembro de 2001, tornando-se uma das primeiras mortes formalmente declarada durante o atentado.[39]
- José Mantero foi o primeiro sacerdote a se assumir gay na Espanha[40][41][42]
- João J. McNeill foi ordenado padre Jesuíta em 1959 e, posteriormente, trabalhou como psicoterapeuta e teólogo universitário, com uma reputação especial no campo no âmbito da teologia queer tornou-se o primeiro sacerdote Católico no mundo a realizar a celebração de uma união estável homoafetiva, em 2006, na Irlanda (ele já tinha tido o seu relacionamento abençoado em uma cerimônia em 1998 por um monge cisterciense americano[43]). Posteriormente, foi expulso de sua ordem religiosa em 2011.[44]

## Literatura
O terceiro romance de Patricia Nell Warren , The Fancy Dancer (1976), foi o primeiro best-seller a retratar um padre católico gay e a explorar a vida gay em uma pequena cidade.